# Довлетбаєв Сахіб Гірей
Сахіб Гірей (Сахібгарей) Довлетбаєв (1882, Російська імперія — ?) — радянський діяч, член ВЦВК. Член Центральної контрольної комісії ВКП(б) у 1930—1934 роках.

## Життєпис
Народився в бідній родині. Працював робітником.
Член РКП(б) з 1920 року.
З 1920-х років — робітник, вибійник шахти імені Леніна Кузнецького басейну (Кузбас).
Подальша доля невідома.